# التبسيط الإلهي

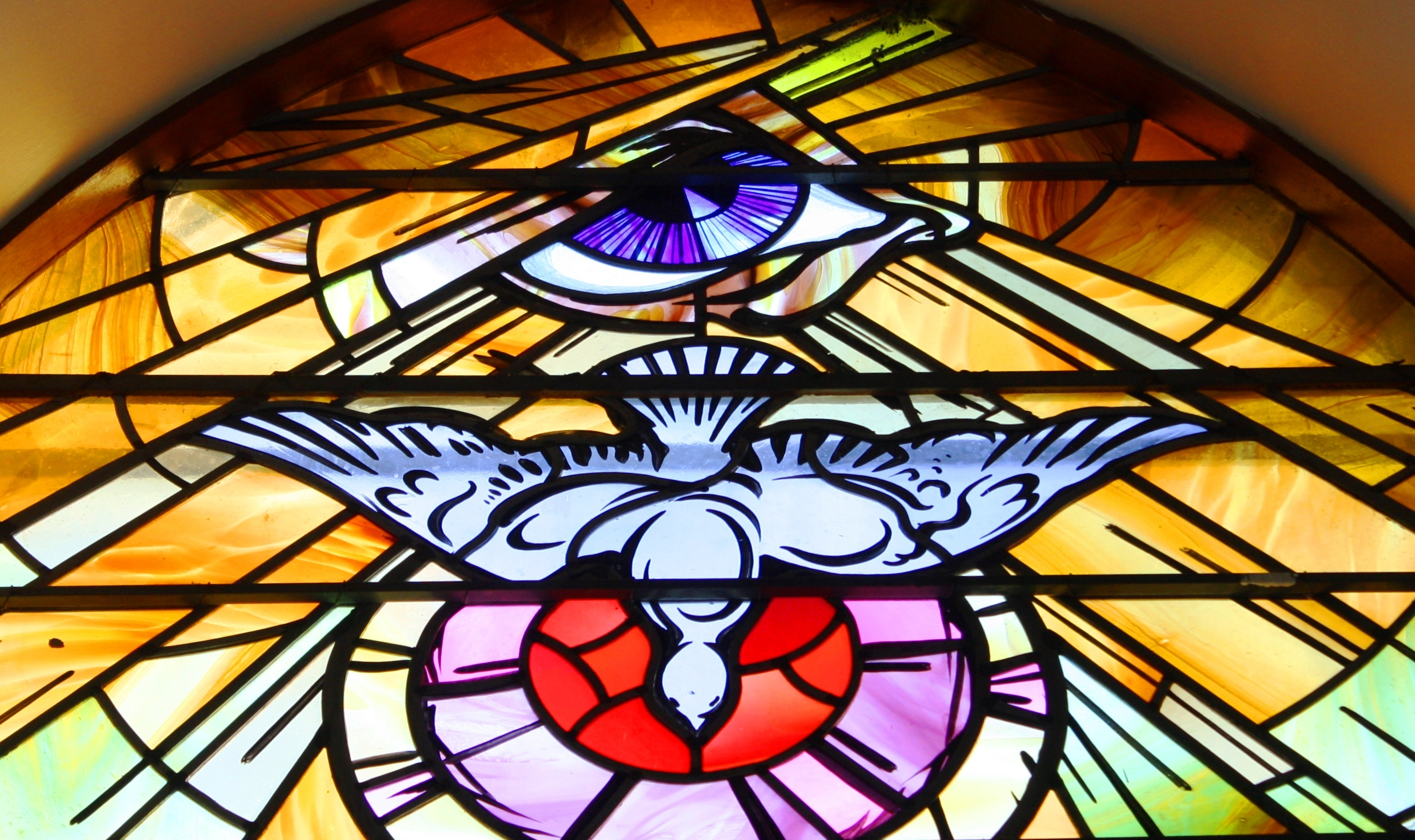

في علوم اللاهوت ، الإعتقاد ، أو الميتافيزيقيا، عقيدة البساطة الإلهية  تقول ان الاله لا يوجد لديه صفات أو أجزاء" غير مطابقة لذاته أو وجوده ، يمكن توضيح الفكرة بهذه الطريقة: وجود الاله مطابق لصفات الاله. صفات مثل القدرة،العدل،العلم،الخ. هي ليست صفات للوجود الإلهي مميزة عنه خارج العقل بل هي الوجود نفسه، فليس لله قدرة بل هو قدرة مثلا . نوعيات مختلفة من العقيدة يمكن أن نجدها في اليهودية، المسيحية وعند علماء الكلام من المعتزلة و الأمامية و الفلاسفة المسلمين، يمكن تتبع اصول هذا الإعتقاد إلى اصول يونانية، مثل أفلوطين و أرسطو .

## في اليهودية
في الفلسفة اليهودية والقبالة (اليهودية)، تم تعريف عقيدة الاله البسيط عن طريق نقاش لصفات ومقومات الاله، خصوصا من قبل الفلاسفة اليهود ضمن نطاق تاثير اسلامي مثل سعديا الفيومي، يوسف ابن باقودا، يهوذا اللاوي، وموسى بن ميمون، أيضا من قبل ابراهام بن ديفيد في بروفنس. يوجد وصف قديم لهذا الوضع وجد في كتاب موسى بن ميمون الارشادي لمن هو متحير أو مشوش الذهن.
وفقا لموسى بن ميمون في ذلك الوقت، لا يمكن وجود قدرة للتعدد، نزعات اخلاقية، أو صفات اساسية في الاله. حتى قول انا الرب هو الأكثر قوة، الأكثر معرفة، والأخير هي للتمهيد للتعددية، في حال كان الشخص يعني ان تلك الصفات هي صفات منفصلة عن بعضها. أيضا اضاف انه ليس من الصحيح قول ان قوة الرب اعظم من قوتنا، وان حياته مستمرة وثابته أكثر من حياتنا، أو ان معرفة الرب اشمل من معرفتنا. اعتقد موسى بن ميمون ان عبارات مثل ' فلحيى الرب ' أو ' الرب القوي/جبار' عبارات لا معنى لها إذا تم ترجمتها طبقا لمعناها العادي. ولكن يمكن فهمهم إذا تم تحليلهم بحالات عكسية مقنعة. الا انه اعتقد أيضا ان الإهمال كريه وغير مرغوب فيه إلى درجة انه يمهد للتعقيد؛ الرب لا هذا ولا ذلك وفي النهاية أي تعبير لفظي سوف يخذلنا. استشهاداً بالمزمور 65 (من كتاب سفر المزامير؛ يعتبر كتاب للعقيدة اليهودية)، أضاف موسى بن ميمون أن أعلى مراحل المدح التي ممكن ان نعطيها لله هي الصمت , من ما يجعله يقترب من الأفلوطينية.

## في المسيحية
العقيدة التقليدية للمسيحية الغربية، الرب بسيط وليس ذو صفات مميزة , لاحظ 'توماس موريس' أن عقيدة  الاله البسيط يمكن ان تغطي بواحدة أو كل من الثلاث مطالبات المختلفة التالية:1. الرب ليس لله مكان . (البساطة المكانية). 2.الرب ليس متزمن - متغير بأي شكل . (البساطة الزمنية). 3.  التعقيد الميتافيزيقي: الرب ليس له صفات مميزة بل ذاته كافية فتأديه مهام الصفات . ينص مصطلح  البساطة الميتافيزيقية على ان صفات الاله ليس له صفات . الرب بسيط؛ الله هو هذه الصفات. على سبيل المثال؛ الله لا يمتلك الطيبة ولكن ببساطة هو الطيبة. إنعدام المكان لله مؤيدة من قبل اغلبية نصارى التالية المسيحية (الذين لا يعتبرون الله شئ محسوس ). اما البساطة الزمنية فيؤيدها العديد من نصارى التالية ولكنها تعد محطة جدال بين علماء الاهوت المسيحيين., في حقبة القرون الوسطى، تمسك علماء اللاهوت والفلاسفة بنظرة تسمى «جوهر علم الوجود؛ الانطولوجيا» الذي بواسطته كانت الطبيعة مكونات اساسية للاشياء. وفقا لثوماس أكويناس، طبيعة الفرد عبارة عن جسم ملموس أكثر من كونها مجردة، وبالتالي انسانية شخص واحد لم تكن، بهذا الاتجاه، كانسانية شخص اخر؛ فلكل فرد طبيعة انسانية تفردة بواسطة شان «مادة سيجناتا» التي كل مرء يتكون منها. الوحدات الغير مادية كلملائكة لا توجد توجد مادة لتفرد طبيعتهم، لذلك كل واحد هو يشكل طبيعته. لذلك كل ملاك حرفيا فريد من نوعه، الا ان هذا الادعاء يوفر اثارة للجدل. علماء اللاهوت المتمسكون بعقيدة بساطة الممتلكات يزعم للتقريق بين شتى انماط تبسيط الاله عن طريق اهمال أي عقيدة أو نظرية للتركيب من مفهوم الاحكام التي تصفها، مثلا، الاحكام الكمية والمكانية، الله بسيط مما يتعارض مع انه له صفات ، موجود بكامله بكل مكان، إذا بالفعل حاضر أي مكان. في أحكام الجوهر، الله بسيط مما يتعارض مع انه مكون على صيغة شكل أو فورم، أو جسد وروح، أو عقل وفعل، وهكذا. إذا تم صنع تمييز عند الحديث مع اركان الله، الذين هم أكثر وضوح وتمييز عن «الانماط» لكيان الله. بدلا من قسم الحقيقي أو الجوهري وهكذا، في احكام المواضيع، والحوادث، كما في جملة «خير الله» نظرية تبسيط الاله تسمح بان هنالك اختلاف مفاهيمي بين شخص الاله وخاصية الخير، ولكن العقيدة لا تسمح بان هوية الله أو صفاته معتمدة الخير، ولكن بنفس الوقت العقيدة تنص على انه مستحيل اعتبار الخير الذي يشارك به الله منفصلا عن الخير الذي هو الله.علاوة على ذلك وفقا للبعض، كمخلوقات جميع مفاهيمنا ماخوذة من الخالق (فرضية التجريبية 'فلسفة')؛ هي تتبع من فرضية تبسيط الاله ان اركان/صفات الاله يمكن فقط الحديث عنها بالمنطق، لأنه ليس صحيح لأي شيء مخلوق أن تكون ممتلكاته متطابقة لكيانه. بناءً على ذلك عند تفسير الكتاب المسيحي المقدس وفقا لنظرية تبسيط الاله، عندما يذكر فيه ان الله جيد على سبيل المثال، يجب اخذها على ما يماثلها من خير يمكن ايجاده في الإنسانية ومشار اليه في الاحاديث البشرية.لا يمكن التعبير عن جوهر الله؛ هذا التشابه مع ذلك ليس حقيقتا مقارن مع الله الذي هو ببساطة الخير بحد ذاته، لان الإنسانية كيان معقد مركب من الله «في صورة إلى حد ما تقريبا من الله».

## في الإسلام
أيدت فرق إسلامية، مثل المعتزلة و الشيعة الأثني عشرية ، نظرية البساطة الإلهية ، و نجد ذلك عند فلاسفة مسلمين مثل الفارابي. دعم ابن سينا هذه النظرية و ضمها لبناء الميتافيزيقيا الخاصة به وفصلها، و ناقض السنيين هذه النظرية ، كالغزالي في تهافت الفلاسفة،فخر الدين الرازي و ابن تيمية .